# Військові черевики

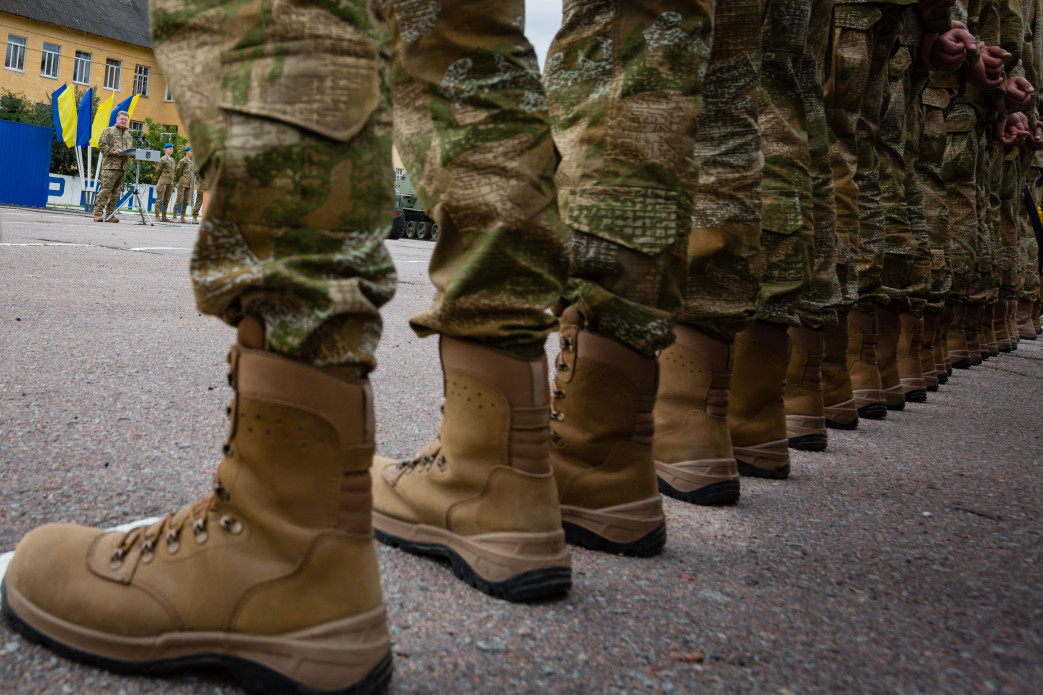
Військові черевики ЗСУ

Військові черевики з високими берцями. Розмовна назва «Бе́рці» (від «черевики з високими берцями») — військові черевики на шнурівках із твердим передком, а також виходячи з назви мають високі берця.

## Історія
Під час Другої світової війни більшість солдатів воюючих сторін носили або чоботи (РККА, вермахт), або низькі шнуровані черевики (армії США, Великої Британії). Проте для десантників таке взуття годилося погано, оскільки не захищало від травм при приземленні з парашутом. Для потреб парашутного десанту були розроблені високі шнуровані черевики.
Після Другої світової війни армії НАТО поступово стали використовувати військові черевики як основний вид армійського взуття. Зокрема, армія США почала переходити з низьких черевиків M-1943 на чорні шкіряні черевики «Corcoran» в 1957 році і закінчила під час В'єтнамської війни.
Радянська Армія до кінця свого існування продовжувала використовувати чоботи.
За часів Незалежності першою силовою структурою, спорядженою берцями за формою одягу, були війська НГУ. Починаючи з осіннього призову 2007-го року, Міністерство оборони України скасувало чоботи та онучі для солдатів строкової служби і оголосило про перехід з чобіт на військові черевики. Проте процес переходу затримався, серед іншого, з фінансових причин: військові черевики коштують дорожче чобіт, а зношуються швидше.

## Особливості
На сьогодні їх використовують майже всі армії світу. На відміну від чобіт, залишають максимально рухомою гомілку, водночас фіксуючи її, таким чином захищають гомілкову кістку, а м'який кант оберігає кісточку і гомілку від зовнішніх впливів. Все це знижує небезпеку розтягування сухожиль. Також завдяки висоті і тугій шнурівці вони міцно обхоплюють кісточку, і ноги при ходьбі втомлюються значно менше. Традиційно їх виготовляють зі жорсткої, іноді водонепроникної шкіри. Сьогодні існує величезна кількість модифікацій таких черевиків, спеціально пристосованих і розроблених для різних типів клімату, пір року чи конкретних цілей. Тому використовують численну кількість нових технологій і мембранних тканин, наприклад запозичені із цивільного туристичного взуття бічні панелі з нейлону Gore-Tex, які покращують вентиляцію і комфорт.

## Цивільне використання
Завдяки дешевизні та надійності військові черевики використовують як туристичне взуття лісники та мешканці гірських поселень, окремі молодіжні субкультури (скінхеди, готи, панки, металісти), а також гравці у лазертаг, страйкбол, хардбол, рідше — пейнтбол. Вони популярні серед людей, яким потрібне зручне і зносостійке взуття, здатне захистити від бруду та пилу.

## Галерея

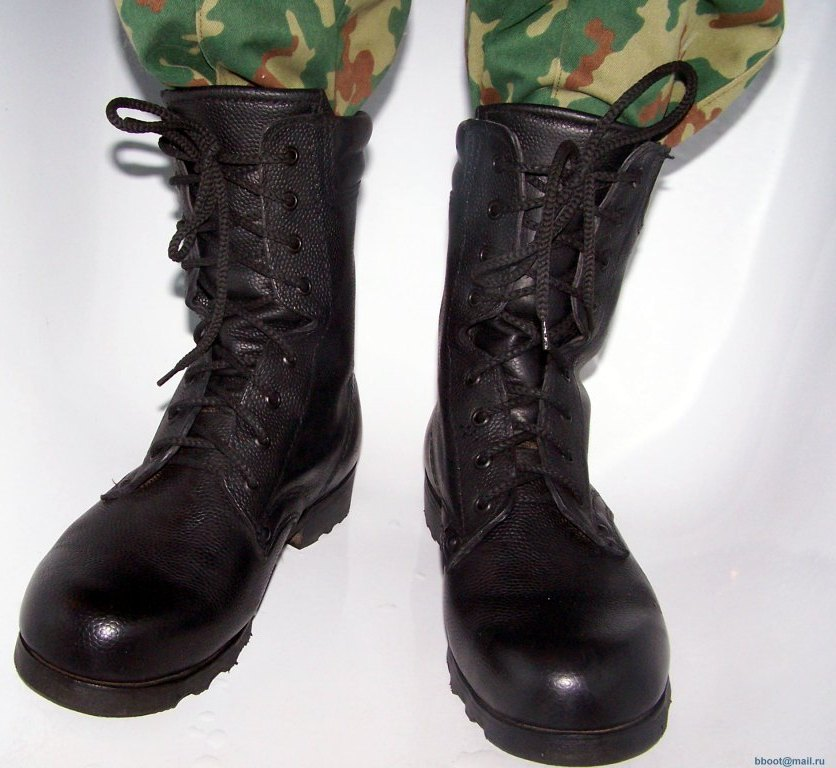
Російські юхтові берці
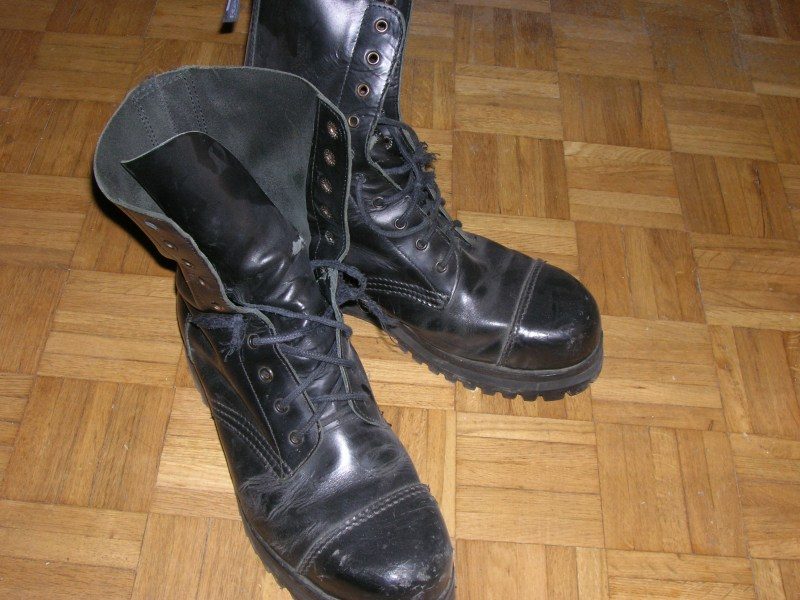
Військові черевики армії Ізраїлю
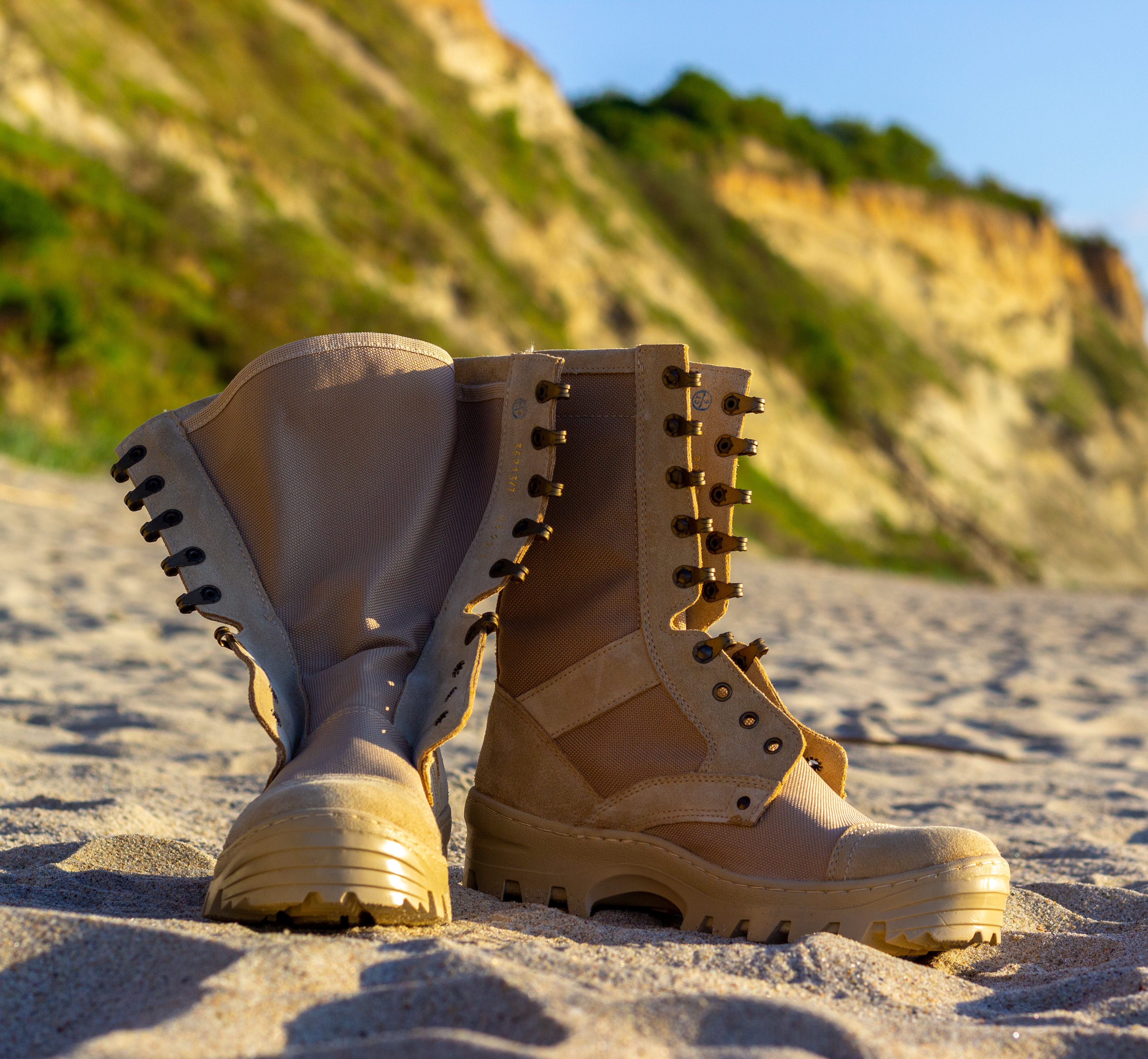
Черевики бежевого кольору
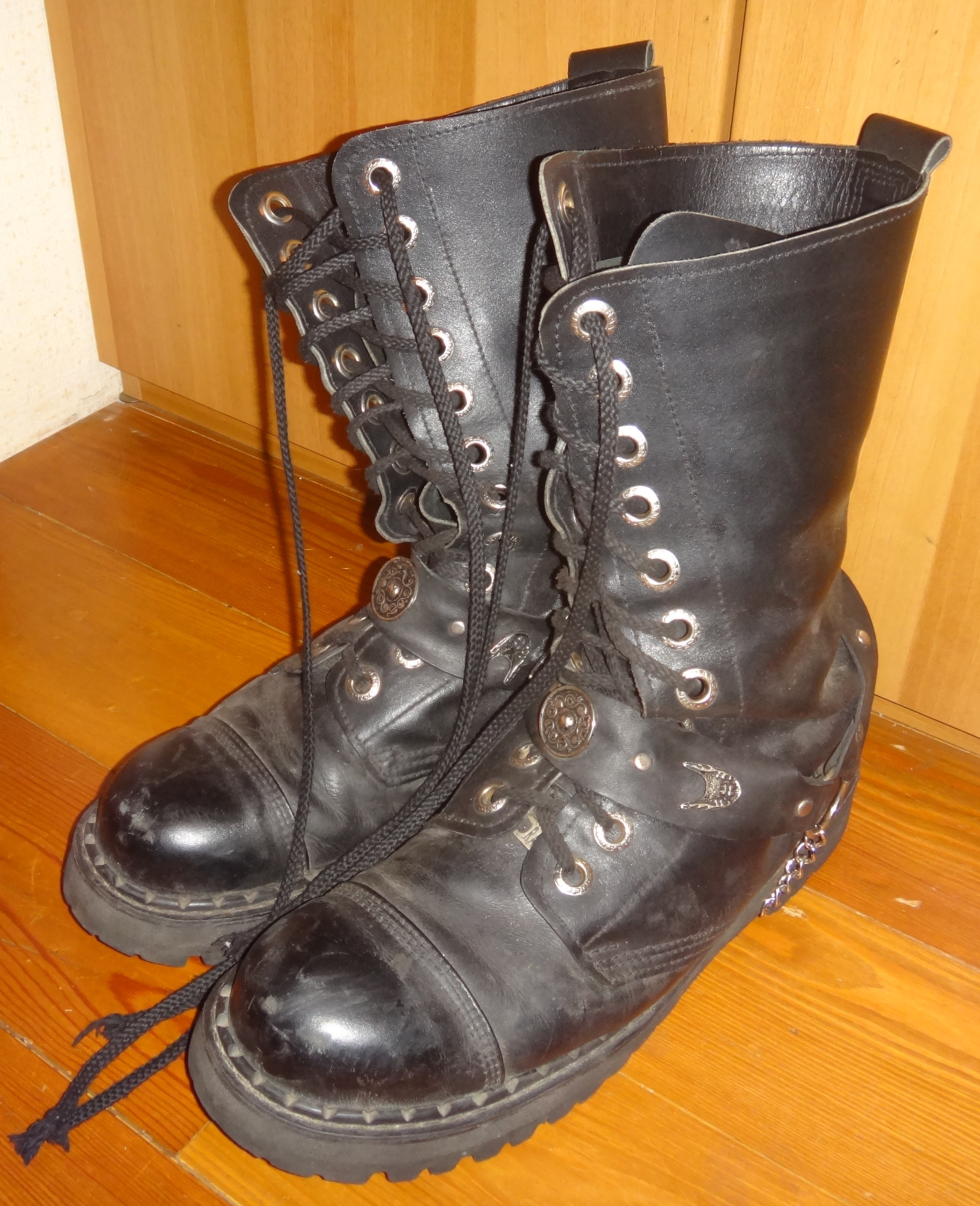
Берці з тюнінгом,характерні для рокерів і металістів
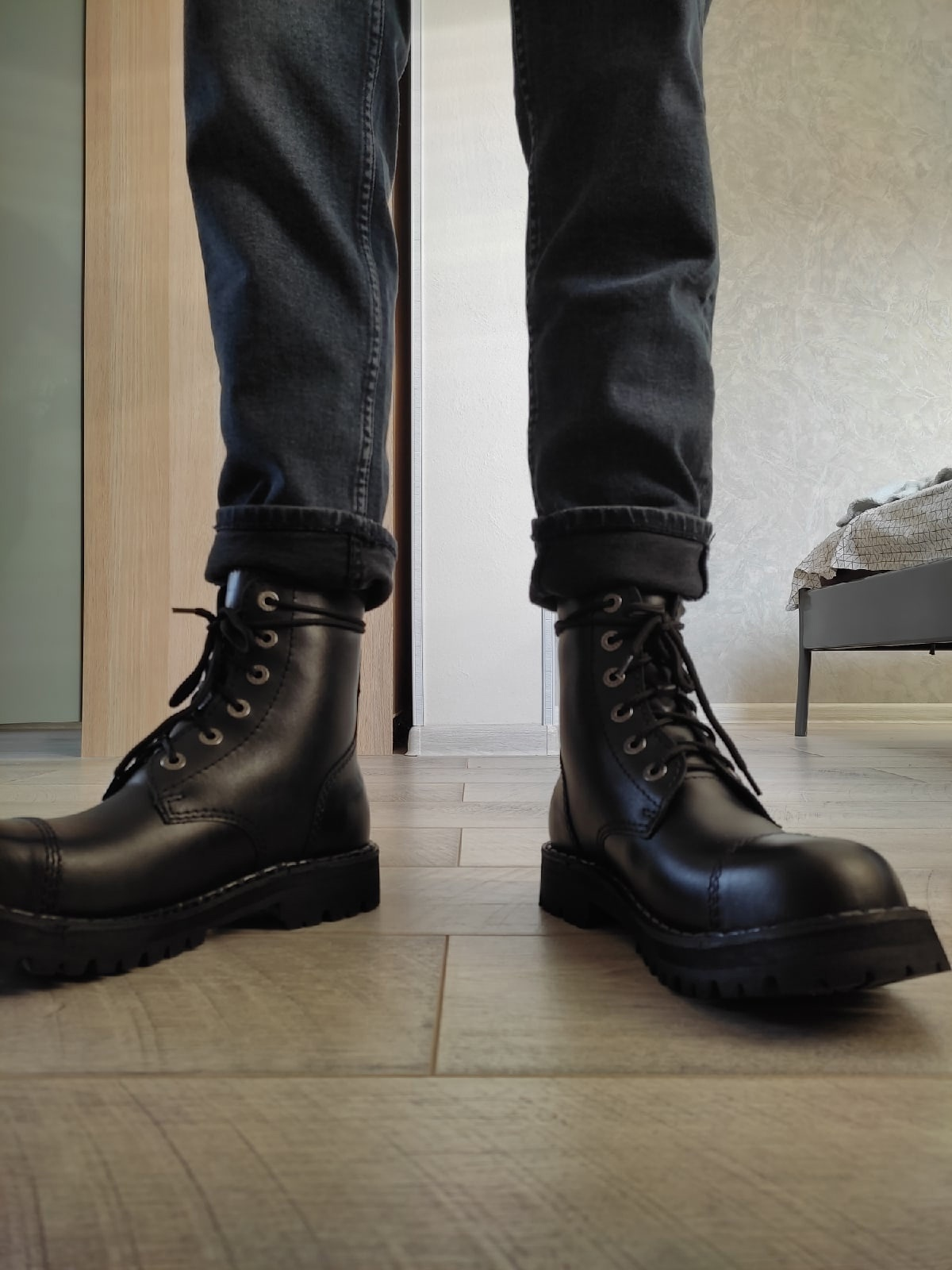
Берці скінхеда
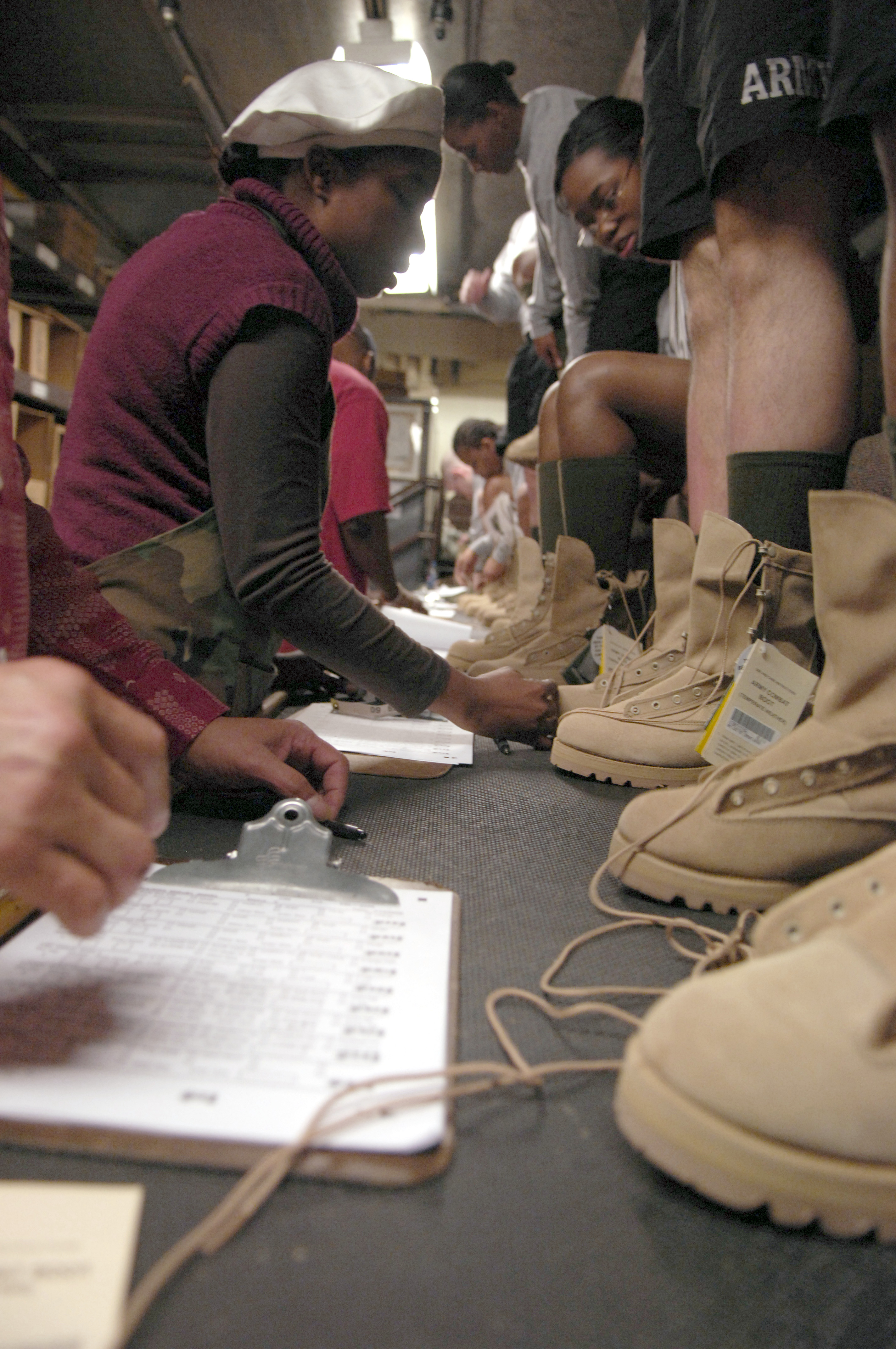
Американські військовики отримують взуття